# Малий Югуть
Ма́лий Югу́ть (рос. Малый Югуть, чув. Кĕçĕн Йĕкĕт) — присілок у Чувашії Російської Федерації, у складі Персірланського сільського поселення Ядринського району.
Населення — 64 особи (2010; 56 в 2002, 131 в 1979, 219 в 1939, 198 в 1926, 132 в 1897).

## Історія
Історична назва — Мала Югуть. Засновано 18 століття як виселок села Богородське (Балдаєво). До 1866 року селяни мали статус державних, займались землеробством, тваринництвом. У 1920-ті роки працювали різні майстерні. 1931 року утворено колгосп «Нова сила». До 1927 року присілок входив до складу Балдаєвської волості Ядринського повіту, з переходом на райони 1927 року — у складі Ядринського району.

## Господарство
У присілку працює спортивний майданчик.